# AK-74
AK-74 (rusko: Автомат Калашникова образца 1974 года, prevod: Avtomat Kalašnikova model 1974) je ruska jurišna puška kalibra 5,45 × 39mm, ki jo je leta 1974 razvil Mihail Timofejevič Kalašnikov. Bila je prva puška v novem kalibru 5,45 x 39mm kalibru in je nadomestila orožje v kalibru 7,62 x 39mm pri sovjetskih obroženih silah. Puška izvira iz sovjetske zveze, a se je razširila tudi v druge države varšavskega pakta, a je še vedno manj pogosta kot predhodna AK-47. Razvita kot odziv na novo M16 puško iz ZDA, s katero so se srečali v Vietnamski vojni.
Puška je bila prvič uporabljena v sovjetski invaziji Afganistana leta 1979. Razvoj puške je bil strogo zaupen. Vojaki so morali pobrati vsak tulec med testiranjem. Kljub temu je CIA odkupila en AK-74 od afganistanskih borcev za 5000 dolarjev med takratno vojno v Afganistanu.

## Razvoj
Še pred razvojem dezajna puške je bil kaliber že določen, to je bil novorazviti 5,45 x 39mm. Razvojno skupino je vodil Mihail Kalašnikov. Za osnovo so vzeli prejšnji dezajn; jurišno puško AKM in jo nadgradili z nekaj spremembami. AKM-ju so zamenjali cev v novem kalibru 5,45 kopitu dodali zareze za zmanjšanje mase, spremenili kot na cevi za odvajanje plinov na bat (da se zmanjša obraba), nov izboljšan in bolj učinkovit kompenzator. Kar nekaj delov je kompatibilnih s starejšim AKM. 

## Različice
- AKS-74 (različica z lahkim kovinskim kopitom za padalce)
- AK-74M (posodobljena različica z iz polimera)
- AKS-74U (skrajšana različica, uporabljena kot osebno obrambno orožje namenjena za vojake v tankih, helikopterjih ter vojake v logistiki in druge podporne enote. Uporabljale so jo tudi varnostne službe. Borci v vojni v Afganistanu so jih zbirali kot cenjene trofeje-kot znak uničenja sovjetskega vozila. V Afganistanu je še vedno pogost statusni simbol)[3]

## Uporabniki
Trenutni in nekdanji uporabniki:
- Afganistan
- Armenija
- Azerbajdžan
- Belorusija
- Bolgarija
- Ciper
- Gruzija
- Nemška demokratična republika
- Irak
- Jordanija
- Kazahstan
- Kirgizistan
- Moldavija
- Mongolija
- Namibija
- Severna Koreja
- Pakistan
- Poljska
- Romunija
- Rusija
- Sovjetska zveza
- Sirija
- Tadžikistan
- Turkmenistan
- Ukrajina
- Uzbekistan